# Bắc kim thang (phim)
Bắc kim thang (tựa tiếng Anh: Home Sweet Home) là một bộ phim điện ảnh Việt Nam ra mắt năm 2019 thuộc thể loại kinh dị –  chính kịch do Trần Hữu Tấn đạo diễn, kịch bản do Trần Hữu Tấn và Abby Hoàng Anh đảm nhiệm và Hoàng Quân sản xuất. Đây là phim đầu tay của anh. Phim có sự tham gia diễn xuất của các diễn viên như Trịnh Tài, Minh Hy, Duy Phương, Bích Hằng, Hữu Tiến, Trung Dân, NSƯT Phi Điểu và Hữu Thành.

## Nội dung
Sau cơn bệnh, Thiện Tâm từ bệnh viện quay về gia đình ở miền Tây. Anh hay tin cô em họ Hai Lầm đã biến mất. Cha mẹ Tâm và người chú cư xử dè chừng, không kể rõ mọi chuyện với anh. Người ông tuổi cao sức yếu cũng đổ bệnh giữa lúc không khí gia tộc căng thẳng.

## Diễn viên
- Trịnh Tài trong vai Thiện Tâm
- Minh Hy trong vai Hai Lầm
- Duy Phương trong vai bố Thiện Tâm
- Bích Hằng trong vai mẹ Thiện Tâm
- Hữu Tiến trong vai chú Thiện Tâm
- Hữu Thành trong vai ông nội
- NSƯT Phi Điểu
- Trung Dân

## Sản xuất
Tác phẩm thuộc thể loại kinh dị tâm lý, là phim điện ảnh đầu tiên của bộ đôi đạo diễn Trần Hữu Tấn và nhà sản xuất Hoàng Quân. Ý tưởng kịch bản bắt nguồn từ một truyền thống ở Việt Nam, khi cháu đích tôn (con trai của con trai trưởng) được cưng chiều hơn những đứa cháu khác. Phim nhằm chỉ trích quan điểm trọng nam khinh nữ, cách cư xử thiên lệch trong gia đình. Tựa phim tiếng Anh là Home Sweet Home (nghĩa là "Không đâu bằng nhà mình") nhưng phim lại truyền tải nội dung mang ý trái ngược: "không phải lúc nào gia đình cũng là nơi tốt nhất để quay về", như là một cách châm biếm hủ tục của xã hội phong kiến Việt Nam.

## Phát hành
Bắc kim thang dự nhánh A Window on Asian Cinema (cho phim nổi bật của các đạo diễn châu Á) tại Liên hoan phim quốc tế Busan (Hàn Quốc) năm 2019. Ngày 6/10/2019, ở Busan, phim có buổi chiếu đầu tiên trên toàn cầu (world premiere), với sự tham dự của diễn viên Trịnh Tài, nhà sản xuất Hoàng Quân và giám đốc hậu kỳ Đào Duy Hưng.
Phim khởi chiếu ở Việt Nam vào ngày 25 tháng 10 năm 2019, thu gần 30 tỷ đồng vào cuối tuần đầu tiên, dẫn đầu phòng vé Việt. Tác phẩm đạt doanh thu cuối cùng hơn 40 tỷ đồng, đứng thứ 11 trong danh sách phim Việt ăn khách nhất năm 2019. Phim khởi chiếu ở Đài Loan vào ngày 31 tháng 1 năm 2020 với tựa Quỷ mị chi gia (Gia đình ma ám).

### Quảng bá
Trong năm 2019, nhà sản xuất lần lượt công bố các diễn viên, poster và trailer phim. Tác phẩm khiến nhiều khán giả tò mò với tựa đề Bắc kim thang, trùng một bài hát nổi tiếng ở Việt Nam. Lễ ra mắt phim diễn ra ngày 24 tháng 10 năm 2019 ở TP HCM.

## Đón nhận
VnExpress nhận định đạo diễn Trần Hữu Tấn khá chắc tay trong dàn dựng, nhịp điệu, tạo được không khí kinh dị từ không gian và chất liệu miền quê. Nhưng tình tiết bất ngờ của phim còn gây hoang mang, chưa ăn khớp diễn biến trước đó. Tuổi Trẻ đánh giá kịch bản khá vững vàng và nhất quán nhưng lối kể đan xen quá khứ và hiện tại khiến khán giả khó hiểu.